# Сазды (район)
Сазды — это район в Новой части города Актобе. В русскоязычной версии название района звучит — «Сазда».
Название происходит от казахского слова «Саз» то есть «глина». Таким образом, название «Сазды» дословно — «глинистая местность».

### Район включает в себя
1. Сазды −1 (улицы: Г. Ибатова, Ж.Тлепбергенова, Целинная, Е. Тайбекова, А.Маргулана, Фестивальная и др.);
2. Сазды −2 (улицы: Т.Алдиярова, Карагул-батыра, Алабяна, Радистов,Гришина, Звездная, Почтовая и др.);
3. Сазды −3 (улицы: М.Оспанова, Братьев Жубановых и др.);
4. Сазды −4 (улицы: Курманалина, Майтобе, Кен и.др).

### Через район проходят
с севера на юг: проспект Абилкаир-хана (в советское время — проспект Ленина) и Братьев Жубановых (прежнее название — ул. Энгельса), улицы Гришина и Есет Батыра (прежнее название — улица Кирова);
с запада на восток: улицы Марата Оспанова (прежнее название — С. Тюленина) и Газизы Жубановой (прежнее название — Заречная).

## На территории района находятся
бизнес-центр «Мир» (в советское время кинотеатр «Мир»),
музей художественного и декоративно-прикладного искусства (бывшее здание ЗАГСа),
факультет иностранных языков Актюбинского регионального государственного университета имени К. Жубанова,
ГККП «Актюбинский колледж связи и электротехники»,
Актюбинский автомобильно-дорожный колледж,
средняя школа № 4,
средняя школа № 17,
средняя школа № 39 (в советское время школа № 8),
Актюбинская спецшкола-интернат для детей с нарушением слуха,
специальная коррекционная школа № 7,
детский сад № 12 Инжегуль,
поликлиника № 4 ,
поликлиника № 6.